# Podnikatelský akcelerátor
Podnikatelský akcelerátor (podle ang. "seed", "venture" nebo "business" akcelerátor) je soukromá obchodní společnost či instituce zřízená krajem či městem anebo pracoviště přidružené k vysoké škole či univerzitě, která pomáhá novým společnostem (především startupům) akcelerovat jejich vývoj a růst. Akcelerátor pomáhá tím, že poskytuje řadu služeb zaměřených na rozvoj podnikatelských aktivit, jako jsou například mentoring (setkání s experty ve svých oborech, jenž pomáhá růstu mladé společnosti), networking (potkávání se zajímavými partnery) či optimalizace obchodního (business) plánu, často výměnou za podíl ve společnosti.

## Definice
Přestože zájem o startupový ekosystém a s ním související pojmy roste, je překvapivé, že bylo jen několik málo pokusů o formální analýzu konceptu akcelerátorů. Z tohoto a mnoha dalších důvodů pak neexistuje ani akademický konsensus o jeho přesné definici.
Nicméně, stejně jako v případě podnikatelského inkubátoru je důležité stanovit rozdíl mezi podobně zaměřenými institucemi a organizacemi. Proto je třeba správně vymezit pojmy. Je důležité rozlišovat mezi podnikatelským akcelerátorem a technologickým parkem či výzkumným centrem. Technologické parky a výzkumná centra se zaměřují především na větší projekty, za kterými stojí mezinárodní korporace, státy, univerzity apod. Výzkumná centra nenabízí asistenční služby jako jsou mentoring či optimalizace obchodními plánu a zaměřují se především na výzkum a vývoj. Technologické parky sami o sobě tyto služby také nenabízí. Nicméně, některé technologické parky mají vlastní jak inkubátory, tak akcelerátory v jejichž rámci asistenční služby poskytují.
Další rozlišení je třeba udělat mezi podnikatelským akcelerátorem a inkubátorem. Typickým a hlavním rozlišujícím faktorem mezi nimi je jejich rozdílné zaměření. Akcelerátor se zaměřuje na již existující malé či střední společnosti a pomáhá jim s jejich akcelerací skrz nabídku akceleračních asistenčních služeb, kdežto inkubátor se zaměřuje na začínající společnosti v raném stádiu jejich vývoje a pomáhá jím s nastavením základních prvků podniká. Prostředí akcelerátorů také není otevřeno každém, společnosti v něm participující jsou vybírány a panuje v nich velmi konkurenční prostředí.
Podnikatelský akcelerátor je zpravidla zřízen pro akceleraci startupů, nicméně zde existují výjimky, například exportní či korporátní akcelerátory. Za akcelerátor tak považujeme buď soukromou obchodní společnost, státem zřízenou organizaci či organizaci přidruženou k univerzitám či technologickým parkům, které pomáhá již založeným malým a středím společnostem (typicky startupům) s jejich rozvojem (akcelerací) a růstem skrz řadu asistenčních služeb jako jsou mentoring, networking a optimalizace obchodního plánu. Typicky se pak jedná o několika měsíční intenzivní akceleraci výměnou za malý podíl ve společnosti, proto se můžeme často setkat s anglickým názvem „seed“ či „venture“ akcelerátor.
Pro příklad, zde jsou uvedeny různé definice podnikatelského (startup) akcelerátoru:
1. "Čas strávený v akcelerátoru je typicky omezen na 3-4 měsíce, s cílem nastartovat business dané společnosti a pak jí poslat do světa. Investice ze strany akcelerátoru je většinou minimální (kolem několika set tisíc korun), nicméně čas a kontakty v akcelerátoru by měli zajistit lepší vyhlídky na získání investora," Forbes.[5]
2. "Podnikatelský akcelerátor je intenzivní (obvykle tří měsíční) obchodní program, který zahrnuje mentoring, vzdělávání, networking a s cílem rozvinout společnost. V praxi to vypadá tak, že podnikatel a jeho tým se na dobu akcelerace přemístí do kanceláří akcelerátoru, kde pracují na svém projektu pod dohledem mentorů a poradců. Výměnou za služby společnost často poskytne svou část partnerům z akcelerátoru," Vasilij Ryžonkov[6]
3. "Pozdní fáze inkubačního programu, pomoc společnostem, které jsou dostatečně vyzrálé a připravené na externí financování; nebo zařízení, ve kterém se nachází modifikovaný inkubační program designovaný pro absolventy inkubátoru pro usnadnění přechodu na trh," David A. Lewis[7]

## Historie
Prvním oficiálním podnikatelským akcelerátorem byl akcelerátor Y Combinator, který vznikl v roce 2005 v americkém Cambridge, a který se posléze přestěhoval do Silicon Valley. V následujících letech byly zakládány další akcelerátory jako například TechStars v roce 2006 či Seedcamp v roce 2007.
Jedná se tedy o myšlenku, která se rozšířila ze Spojených státu dále do světa. Evropa zaznamenala po roce 2010 nárůst akcelerátorů s tím, jak se začal rozrůstat evropský startupový ekosystém. Jedny z nejlépe hodnocených akcelerátorů jsou v současné době v anglickém hlavním městě Londýně (již zmíněný Seedcamp).

## Akcelerátory v České republice
Podnikatelské akcelerátory se v České republice objevily už v roce 2008, kdy se Jihomoravské Inovační Centrum (JIC) rozhodlo spustit v Brně projekt STARCUBE, o dva roky později pak vznikl pražský StartupYard. Oba akcelerátory fungují dodnes a patří na české scéně z nejúspěšnějším, viz seznam úspěšně akcelerovaných firem: JIC (Kiwi.com - Skypicker, Inveatech, Gina, Webnode, Ysoft a další) a StartupYard (Gjirafa, Ysoft, TeskaLabs, Brand Embassy a další), a tím představují precedent pro ostatní nově spuštěné akcelerátory. Seznam podnikatelských akcelerátorů naleznete i na stránkách webového portálu CzechInvestu, který mapuje českou startupovou komunitu - CzechStartups.org

### České podnikatelské akcelerátory
- Bolt Start Up Development
- Technologické centrum Hradec Králové – Akcelerátor
- Business Accelerator VŠE
- Green Light Akcelerátor VŠB-TUO
- Business akcelerátor v CEVRO Institutu
- TechSquare
- Chefstarter
- Czech Accelerator
- inovační agentura JIC (Jihomoravské inovační centrum)
- StartupYard
- Start it @ČSOB
- Point One - akcelerátor České zemědělské univerzity v Praze
- ACCelerator

### Nabízené služby
- Mentoring
- Networking
- Optimalizace obchodního plánu
- Optimalizace marketingu
- Coworking

## Podobné pojmy
- Coworkingové centrum
- Podnikatelský hub, Impact hub
- Podnikatelský inkubátor